# Kristendom
 Denne artikel omhandler religionen kristendom. For skolefaget, se Kristendomskundskab.
Kristendommen er en monoteistisk verdensreligion, der lærer, at Jesus er Guds søn, menneskenes frelser og den Messias, som jødedommen venter på. Af den grund gives Jesus titlen Kristus, som er det græske ord for "Messias" (fra græsk ὁ Χριστός, ho Khristós, den salvede). Den kristne tro lærer, at Gud elskede verden så højt, "...at han gav sin enbårne søn, for at enhver, som tror på ham, ikke skal fortabes, men have evigt liv." (Joh 3,16)
Kristendommens helligskrift er Bibelen, som består af to dele: Det Nye Testamente og Det Gamle Testamente. Jødedommens Bibel, Tanakh, er stort set identisk med Det Gamle Testamente.
Kristendommen er en af de tre abrahamitiske verdensreligioner: jødedommen, kristendommen og islam. De kaldes sådan, fordi de alle tre sporer deres tradition tilbage til patriarken Abraham.
Kristendommen svarer i sin grundstruktur i en vis grad til de to andre abrahamitiske religioner (jødedommen og islam) med troen på én Gud, der er skaber og opretholder af verden, og med troen på en dommedag med løn og straf. Særlige kendetegn for kristendommen er dog troen på Jesus som Guds søn, Jesu død og opstandelse som betingelse for frelsen; troen på treenigheden (Faderen, Sønnen og Helligånden), samt sakramenterne nadver og dåb.
Kristendommen begyndte som en bevægelse i Palæstina-området. Den kristne bevægelses medlemmer blev tidligt kaldt "kristne", først blandt ikke-jøder. Efterhånden fik kristendommen en overvægt af ikke-jøder. I løbet af det første årtusind e.Kr. spredte den sig til Nordafrika, Europa og dele af Indien. I det andet årtusind spredte kristendommen sig til resten af verden på baggrund af kolonisering og missionærvirksomhed.
Kristendommen er verdens største og mest udbredte religion med over 2,3 milliarder tilhængere, der udgør omkring 28,8 % af verdens befolkning, og den er udbredt i de fleste lande i verden. Der er tre hovedgrupper: den protestantiske kirke, den romersk-katolske kirke og den ortodokse kirke. Inden for disse tre grupper er der en lang række forskelligartede kirkesamfund. Den fundamentale tro er dog den samme, på trods af forskelle i kirkestruktur.
Derudover er der i de seneste århundreder opstået utallige uafhængige kirker, ofte blandet med lokale religioner. Der er også opstået marginale trosretninger som Jehovas Vidner og Mormonerne.

## Lære
Kristendommen opfattes af kristne som fuldendelsen af jødedommen. Den indeholder nogle dogmer, som den har fælles med jødedommen: monoteisme, de dødes opstandelse, dommedag, og Messias (en frelser). Kristendommen har dog sine egne dogmer, såsom Jesus som verdens frelser, treenighedslæren og forsoningslæren.

### Bibelen
Kristendommens helligskrift er Bibelen. Den består af to dele: Det Gamle Testamente, som i store træk er lig med Jødernes bibel (Tanakh), og Det Nye Testamente. Bibelen ligger til grund for den kristne lære. Nogle kristne mener, at Bibelen ord for ord er Guds ord, nedskrevet af mennesker (fundamentalisme). Andre kristne ser Bibelen som et menneskeskabt vidnesbyrd om Guds tilstedeværelse på jorden, og de er mere åbne over for en friere fortolkning af den.

### Arvesynden
Et grundlæggende punkt i kristendommens lære er dogmet om arvesynden. Det går ud på, at alle mennesker er født med synd, og at synden er blevet en grundlæggende del af menneskets væsen. Arvesynden ses ikke som enkeltsynder eller fejltrin, men som en grundlæggende holdning hos mennesket om at gøre oprør mod Gud.
Oprindelig forestillede man sig arvesynden på den måde, at synden blev nedarvet gennem alle generationer helt tilbage fra Adam, det første menneske, der syndede ved at være ulydig mod Gud og spise af kundskabens træ. Den tanke optræder første gang hos Paulus: "Synden kom ind i verden ved ét menneske, og ved synden døden, og sådan kom døden til alle mennesker, fordi alle syndede." (Romerbrevet, 5,12)
Augustin (354-430) udformede den første egentlige lære om arvesynden. Ifølge ham arver alle mennesker Adams synd. Adam kunne have undladt at synde, men hans efterkommere kunne ikke: "Fordi mennesket ikke ville, hvad det kunne, kunne det siden ikke, hvad det ville," sagde Augustin. Mennesket er på grund af den nedarvede synd henfaldet til en evig straf, hvis ikke Gud havde sendt sin søn, Jesus Kristus, til verden for at lide straffen for menneskets synd. Derved kunne de blive frelst.
Senere, da man i kristendommen anerkendte, at Adam ikke er en historisk person, tolkede man dogmet om arvesynden som en bestemmelse af synden som en grundlæggende natur i mennesket. Alle mennesker er syndere af natur.

### Forsoningslæren
Frelsen i kristendommen er knyttet til troen på, at Jesus, der selv var syndfri, af kærlighed påtog sig straffen for menneskenes synder og dermed fjernede det, der adskilte mennesker og Gud. På den måde kunne Gud og mennesker forsones, og derfor ser kristendommen troen på Jesus og hans korsfæstelse, død og opstandelse som menneskets eneste mulighed til frelse og det evige liv.
Den italienske munk og ærkebiskop Anselm af Canterbury (1033-1109) fremlagde i sit skrift Hvorfor Gud blev menneske (lat. Cur Deus Homo) (skrevet omkring 1098) en kendt version af forsoningslæren. I skriftet siger han, at Jesu korsfæstelse og død var nødvendig for at sone menneskenes synd. Ifølge Anselm er der kommet en afstand mellem mennesker og Gud på grund af syndefaldet og menneskenes deraf følgende fordærvede natur. Gud kræver i sin uendelige retfærdighed en uendelig straf eller en uendelig erstatning for den synd, der er begået imod ham.
Straffen er ikke en farbar vej. For den ville føre til menneskenes totale udslettelse. Der er derfor kun erstatningen tilbage. Men menneskene er ude af stand til at give Gud en erstatning.
Kun Gud kan give erstatningen. Men kun mennesket skal give den. Løsningen på dette problem bliver, at erstatningen bliver givet af et Gud-menneske - et væsen, der både er Gud og menneske. Dette væsen er Jesus Kristus, det eneste syndfrie menneske, der har levet. I sin store kærlighed og barmhjertighed lader Gud sin enbårne (eneste) søn føde på jorden og lader ham gennemgå lidelsen og døden som erstatning for menneskenes synd. Da Jesus er fuldt ud guddommelig og fuldt ud menneskelig, får hans lidelse og død en uendelig erstatningsværdi. Derved kan mennesket frelses gennem troen på Jesus Kristus. Og dermed er der sket en forsoning mellem Gud og mennesket.

### Jesus Kristus
Centralt i kristendommen er troen på Jesus Kristus som Guds søn, der kom til jorden for gennem sin lidelse og død at påtage sig straffen for menneskenes synder. Denne straf skulle menneskene egentlig have lidt; men Gud sendte i sin store kærlighed sin søn, så han kunne at lide staffen for alle mennesker. Gennem troen på Jesus som Kristus (Messias, frelseren) og Guds søn får det enkelte menneske adgang til Guds frelse og det evige liv. På den sidste dag (dommedag) vil den troende kristne genopstå fra de døde og få et evigt liv i en evig salighed.
Jesus ses som opfyldelsen af Det Gamle Testamentes profetier om Messias, som ville blive en arving til kong Davids trone. Med Jesu død og opstandelse er der imidlertid indført en ny pagt mellem Gud og mennesker til erstatning for den gamle pagt mellem Gud og det jødiske folk, som er beskrevet i Det Gamle Testamente. Ordet "testamente", der i kristendommen bruges om Bibelens to hoveddele, kommer af det latinske ord testāmentum, der som det tilsvarende græske ord (διαθήκη, diathékē), betyder "pagt".
Jesu liv og lære, som står i evangelierne i Det Nye Testamente er vigtige for kristendommens forståelse af troen i praksis. Vigtige i den henseende er også Apostlenes Gerninger og brevene i Det Nye Testamente.

### Helligånden
Normalt betragtes "talsmanden", som Jesus omtaler i Johannesevangeliet, som en betegnelse for Helligånden:
"... og jeg vil jeg bede Faderen, og han vil give jer en anden talsmand, som skal være hos jer til evig tid: sandhedens ånd, som verden ikke kan tage imod, fordi den hverken ser eller kender den. I kender den, for den bliver hos jer og skal være i jer." (Johannesevangeliet, 14:16-17)
Ti dage efter Jesu himmelfart blev Helligånden udgydt over de forsamlede troende i form af brændende tunger over hovedet på de tilstedeværende. Herefter kunne de tale på fremmedsprog (Apostlenes Gerninger, 2,1-4). Kristne fejrer Helligåndens udgydelse på pinsedagen.
Helligånden overbeviser mennesker om deres stilling som syndere i forhold til Gud. Helligånden spiller desuden en væsentlig rolle for omvendelsen af det enkelte menneske til den kristne tro. Mennesket kan blive overbevist af argumenter eller beslutte sig for at blive kristen baseret på følelser, men i sidste ende er det Helligånden, der tilskynder dem til at gøre det.
I den kristne tradition siges det ofte, at når et menneske kommer til tro, modtager det Helligånden, som hjælper det til at leve et kristent liv. Den nye troende bliver født på ny af Helligånden, som styrker den troende til at bevare sin tro og udruster den troende til at leve et retfærdigt liv.
Ifølge evangelierne blev Jesus ikke undfanget på naturlig vis, men af Helligånden. Han blev født af Jomfru Maria. Den apostolske trosbekendelse siger, at Jesus blev "undfanget ved Helligånden".
Fra Det Nye Testamente stammer to symboler på Helligånden: 1) en due og 2) tunger af ild:
1) Da Jesus blev døbt, skete det, at "Helligånden dalede ned over ham i legemlig skikkelse som en due." (Luk 3,22).
2) På pinsedagen satte tunger af ild sig på disciplenes hoveder, hvilket var et tegn på, at de modtog Helligånden, og derefter begyndte de at tale på forskellige sprog: "Og tunger som af ild viste sig for dem, fordelte sig og satte sig på hver enkelt af dem. Da blev de alle fyldt af Helligånden og de begyndte at tale på andre tungemål, alt efter hvad Ånden indgav dem at tale." (Apostlenes Gerninger, 2,3-4)

### Treenigheden
Troen på treenigheden - Faderen, Sønnen og Helligånden - er central i næsten alle kristne trossamfund. Udformningen af læren skyldes på den ene side troen på, at der kun findes én Gud (monoteisme); på den anden side, at der findes mange antydninger i Bibelen om, at Jesus og Helligånden er Gud (f.eks. i Johannesevangeliet, 10,31 og i 1. Mosebog 1,2). Læren siger, at Faderen, Sønnen og Helligånden er tre personer, men kun ét væsen: Gud.

### Kristen etik
Skønt en kristen har fået sine synder tilgivet ved Jesu stedfortrædende soning på korset, betragtes det ikke som en undskyldning for fortsat at synde. Man må ikke bevidst "synde på nåden", som Martin Luther udtrykte det. Tilgivelsen skal ses som en motivation for at leve et anstændigt menneskeliv, så vidt muligt uden synd. Det gælder for de fleste kristne om at overholde de ti bud, som ofte bliver fremhævet som de vigtigste af Moselovens 613 bud. De ti bud er ikke så detaljerede som de andre bud i Moseloven. De er snarere grundlæggende principper, der gælder universelt, på tværs af tid og omstændigheder.

De ti bud kan deles op i to dele: 1) de første tre bud, der angår forholdet til Gud, og 2) de følgende syv bud, der angår forholdet til næsten. Denne inddeling leder frem til den yderligere sammenfatning af Moseloven, der kendes som det dobbelte kærlighedsbud. Jesus laver denne sammenfatning i Matthæusevangeliet, 22,37-40:
| Citat | Du skal elske Herren din Gud af hele dit hjerte og af hele din sjæl og af hele dit sind. Det er det største og det første bud. Men der er et andet, som står lige med det: Du skal elske din næste som dig selv. På de to bud hviler hele loven og profeterne. | Citat |
|       | |       |

De tre første bud udtrykker således kærligheden til Gud, mens de syv sidste bud udtrykker kærligheden til næsten.
Det dobbelte kærlighedsbud ses altså som en sammenfatning af alle de enkelte bud i Moseloven. De enkelte bud er en specificering af kærlighedsbuddet på specifikke livsforhold og specifikke situationer i menneskelivet: forholdet til Gud, forholdet til naboen, forholdet mellem forældre og børn, forholdet mellem mand og kvinde, osv. Ingen situation er fuldstændig som den anden; derfor er der lige så mange bud som situationer. På den anden side er alle situationer omfattet af kærlighedsbuddet. Kærlighed er overskriften over alle bud og regler:
" ... den, der elsker andre, har opfyldt loven. Buddene: 'Du må ikke bryde et ægteskab; du må ikke begå drab; du må ikke stjæle; du må ikke begære,' og et hvilket som helst andet bud, sammenfattes jo i dette bud: 'Du skal elske din næste som dig selv.' " (Romerbrevet, 13, 8-9.)
Tanken om kærligheden som essensen af de mange bud eksemplificeres i fortællingen om Jesu disciple, der plukkede aks på en sabbat. (Markusevangeliet, 2, 23-28) Farisæerne påpegede, at det ifølge Moseloven ikke er tilladt at plukke aks på en sabbat. Men Jesus svarede: "Sabbatten blev til for menneskets skyld, og ikke mennesket for sabbattens skyld." (Markusevangeliet, 2,27) Hermed påpegede Jesus, at buddets ånd (formålet, kærligheden) er vigtigere end lovens bogstav (selve buddets bogstavelige ordlyd). Undertiden må man afvige fra et buds bogstavelige ordlyd, hvis buddet kommer til at være en hindring for kærligheden.

Et andet sted fremhæver Jesus den gyldne regel som en sammenfatning af Moseloven:
”Alt, hvad I vil, at mennesker skal gøre mod jer, det skal I også gøre mod dem. Sådan er loven og profeterne.” (Mattæusevangeliet, 7,12)
Formuleringen af den gyldne regel minder om formuleringen af buddet om næstekærlighed: "Du skal elske din næste som dig selv."

## Menighedsliv

### Gudstjeneste
Den kristne kirke har fra tidlig tid fejret søndagen, den dag Jesus opstod fra de døde, som sin ugentlige helligdag. Her samles man for at tilbede Gud og høre oplæsninger fra den hellige skrift. Søndagen fejres med gudstjenester af forskellige slags lige fra liturgiske gudstjenester til mere uformelle møder. Der er dog visse fællestræk, såsom sang (spændende fra recitationer over salmer til moderne lovsang), oplæsninger fra Det Gamle og Det Nye Testamente, prædiken, dåb og nadver.
Ud over den ugentlige helligdag søndagen er der årlige helligdage, såsom juledag (til minde om Jesu fødsel), langfredag (til minde om Jesu død), påskedag (til minde om Jesu opstandelse fra de døde) og pinsedag (til minde om Helligåndens komme).

### Sakramenter
Sakramenterne er faste elementer i kristendommen. De tillægges dog forskellig betydning, alt efter hvilket trossamfund der er tale om. For nogle trossamfund er de af sakral betydning for frelsen; hos andre er de blot symbolske fysiske udtryk for en åndelig virkelighed. Den ortodokse og den katolske kirke har syv sakramenter: dåb, firmelse, bod, nadver, de syges salvelse, ægteskab og præstevielse. Den protestantiske kirke har to sakramenter: Dåben og nadveren.

#### Dåb
Dåben giver adgang til den kristne kirke og det kristne fællesskab. Det nye medlem bliver sænket i eller overøst med vand. Dåben blev først brugt af Johannes Døberen, der også døbte Jesus. Senere befalede Jesus sine disciple at "gøre alle folkeslag til mine disciple, idet I døber dem i Faderens, Sønnens og Helligåndens navn". Dåben er altså det første tegn på en kristent menneske.
Dåb praktiseres forskelligt fra kirkesamfund til kirkesamfund, og betydningen af dåb fortolkes forskelligt. Det viser sig blandt andet i to forskellige dåbspraksisser: barnedåb og voksendåb. Tilhængerne af barnedåb ser denne praksis som et udtryk for, at Gud viser sin nåde og udvælgelse. Tilhængerne af voksendåb ser derimod deres praksis som et udtryk for, at dåben forudsætter, at den døbte forud for dåben har foretaget et bevidst valg af den kristne tro - hvilket et barn ikke kan gøre.

#### Nadver
Nadveren stammer fra Jesu sidste måltid med disciplene, hvor de gennem brødet og vinen spiste Jesu legeme og drak Jesu blod. Jesu indstiftede nadveren med disse ord:
| Citat                            | »Dette er mit legeme, som gives for jer; gør dette til ihukommelse af mig!« Ligeså tog han også bægeret efter måltidet og sagde: »Dette bæger er den nye pagt ved mit blod; gør dette, hver gang I drikker det, til ihukommelse af mig!«" | Citat |
| (Første Korintherbrev, 11,24-25) | |       |

Fortolkningen af nadverens funktion er forskellig i forskellige kirkesamfund. Nogle mener, at der i nadveren sker en anskueliggørelse af Kristi offerdød. Andre mener, at nadveren blot er et måltid til minde om Kristus.

## Kristendommens historie

### Oprindelsen
Jesus blev ifølge Bibelen født i Betlehem i den romerske provins Palæstina under kejser Tiberius. Efter Jesu død og opstandelse begyndte en skare af udvalgte disciple forkyndelsen af den kristne lære. Starttidspunktet anses traditionelt for at have været den første pinse omkring år 30, som samtidig anses for at være den kristnes kirkes fødsel.
Forfulgte og frygtende for deres liv flygtede en stor gruppe disciple og tilhængere fra Jerusalem til den syriske by og provinshovedstad Antiokia, hvor ordet "kristen" blev brugt første gang ifølge Apostlenes Gerninger, kapitel 11, vers 26: "Og det var i Antiokia at man første gang kaldte disciplene kristne." Den romerske officer Cornelius, der omvendte sig til kristendommen, anses for at være den første kristne fra en ikke-jødisk baggrund (Apostlenes Gerninger, kapitel 10).
På grund af især Paulus' omfattende missionsvirksomhed blandt hedninger, voksede antallet af kristne med en ikke-jødisk baggrund. Derved blev det et påtrængende spørgsmål, om disse nye kristne (hedningekristne) skulle lade sig omskære og overholde de jødiske leveregler for at være rigtige kristne? De første kristne var delt i spørgsmålet. Nogle mente, at de jødiske love skulle overholdes af kristne. Andre, deriblandt Paulus, mente ikke, at det var nødvendigt.
Ved apostelmødet i Jerusalem omkring år 50 blev sagen afgjort med et kompromis, ifølge hvilket omvendte hedningekristne (ikke-jøder) ikke behøvede at følge de strenge jødiske regler. og blev de pålagt at overholde tre minimalbestemmelser fra den jødiske lov: De skulle afholde sig fra 1) afgudsofferkød, 2) blod og kød fra kvalte dyr, og 3) utugt. ((Apostlenes gerninger, 15,28-29). Paulus' forkastelse af omskærelsen og hans åbenhed over for de hedningekristne såvel som over for jøderne var et afgørende første skridt væk fra kristendommens jødiske rødder. Paulus skrev: ”Her kommer det ikke an på at være græker og jøde, omskåret og uomskåret, barbar, skyte, træl, fri, men Kristus er alt og i alle.” (Kolossenserbrevet, kapitel 3, vers 11)
Omkring år 50 begyndte der en fremvækst af en uafhængig kristen litteratur, hvoraf der senere blev samlet de skrifter, der udgør Det Nye Testamente.

### Urkirken
De første år og de første kristne kirkesamfund betegnes ofte som "urkirken". Den kristne forkyndelse var drevet med stor energi, og menigheden voksede hurtigt. De første omvendte var jøder. Derefter voksede kristendommen blandt hedningene i byerne, specielt blandt de fattige. Snart spredtes kristendommen dog til de højere og mere uddannede samfundslag. Landbefolkningen beholdt sine hedenske traditioner i længere tid.
Før slutningen af det første århundrede var kristendommen spredt fra Antiokia mod nord og øst: Edessa (Şanlıurfa) blev en tidlig kristen bastion, og ifølge traditionen spredte apostlen Thomas budskabet så langt østpå som til Indien. I vest oprettedes kristne kirker i Puteoli nord for Napoli, i Rom og sandsynligvis også i det sydlige Spanien. De skrifter, som senere kom til at udgøre Det Nye Testamente, blev nedskrevet på græsk for at lette forkyndelsen og udbredelsen til de ikke-jødiske samfund.

### Forfølgelser
I kristendommens første to århundreder var den nye religion udsat for adskillige forfølgelser. I begyndelsen var det først og fremmest jøder, der forfulgte dem som led i hvad der bedst kan betegnes som sekteriske forskelle. Et eksempel er steningen af Skt. Stefan, som betragtes som den første kristne martyr, beskrevet i Apostlenes Gerninger, 7,59-60:
 Så stenede de Stefanus, mens han bad: ”Herre Jesus, tag imod min ånd!” Han faldt på knæ og råbte med høj røst: ”Herre, tilregn dem ikke denne synd!” Og da han havde sagt dette, sov han hen.
Senere skete der en række forfølgelser fra romernes side. Kirkefaderen Eusebius af Caesarea (ca. 260 - ca. 340) har i sit værk Kirkehistorien (i ti bøger) skildret kristendommens historie frem til og med år 325. Eusebius nævner den første store forfølgelse under kejser Nero (Bog 2, 25), hvor apostlene Peter og Paulus blev martyrer (år 64) (se quo vadis). Den anden store forfølgelse fandt sted under kejser Domitian (Bog 3, 17). Den tredje store forfølgelse fandt sted under kejser Trajan (Bog 3, 32-33). Ved den fjerde store forfølgelse under Marcus Aurelius blev Justin og Polycarp martyrer i år 166 (Bog 4, 15-16). Den femte forfølgelse (Bog 6, 1) under Septimius Severus kostede livet for bl.a. Leonides, som var far til kirkefaderen Origines. Den sjette forfølgelse skete under kejser Maximianus Thrax 235-238 (Bog 6, 28), og den syvende forfølgelse skete under kejser Decius (bog 6, 39). Den ottende store forfølgelse var under kejser Valerian (Bog 7, 10) Den niende store forfølgelse var under kejser Aurelian i år 272 (Bog 7, 30). Den tiende store forfølgelse, som Eusebius kalder den mest voldsomme af alle, fandt sted i 302 under kejser Diocletian (Bog 7, 32). Kejser Konstantin gav de kristne ret til at udøve deres religion frit i Romerriget i år 314 (Bog 10), og modkejseren Licinius er den sidste kejser, som praktiserer kristenforfølgelse.
Den romerske historiker Tacitus (55-120) skriver i sit værk Annales om kejser Neros brug af de kristne som syndebuk i forbindelse med Roms brand i år 64:
”For at tilintetgøre rygtet [der lagde skylden for branden på Neros skuldre], gav han dem, som folk kaldte kristne, og som var forhadt for deres skammelige gerninger, skylden, og han påførte dem de mest udsøgte straffe." (Tacitus: Annales, bog 15, kapitel 44 (skrevet omkring år 116))
Frem til midten af 200-tallet levede den kristne kirke dog et forholdsvis fredeligt liv, ofte mistænkeliggjort, foragtet og undertrykt af romerne, men kun sjældent udsat for direkte forfølgelse. Mistænkeliggjort for deres stædige forkastelse af de romerske guder søgte de kristne at hemmeligholde deres møder.
Også jøderne blev forfulgt af romerne. De var ubøjelige i deres fornægtelse af polyteisme og tilbedelse af kejserlige gudebilleder, hvor jøderne ikke brød det antikke tabu om ikke at helligholde og videreføre gamle love og traditioner og respektere forfædrenes guder, så svigtede de kristne deres egne forfædres love og traditioner. Således var den store forskel på jøderne og de kristne, at jøderne var en nation hvor de kristne var en sekt. Jøderne foragtedes for deres fanatisme og ubøjelige monoteisme, men passede i det store hele ind i antikkens verdenssyn og blev oftest, om ikke accepteret, så i det mindste tålt.
De kristne brød derimod med antikkens religiøse grundlag og blev mødt med foragt, mistro og mistænksomhed og til sidst udbredte forfølgelser. Under kejser Decius (249-251) udbrød forfølgelserne i lys lue. Den kristne sekt blev forbudt, og kristne præster og biskopper blev tvunget til at ofre til kejseren – ofringer der ikke ville være forenelige med den kristne monoteisme.
Under under kejser Decius´forfølgelse blev pave Fabian martyr. Senere beordrede kejser Galienus (260-268) forfølgelsen af de kristne stoppet, dog uden formelt at ophæve det officielle forbud mod religionen. Ikke før år 303 under kejser Diocletian (284–305) blev der igen udført organiserede statsforfølgelser af de kristne. Forfølgelserne under Diocletian og hans medregent og efterfølger Galerius (293-311) skulle vise sig at være de mest omfattende og grusomme – men i sidste ende nytteløse.
Ifølge den kristne tradition tog Konstantin den Store (306-337), hvis familie indtil da havde tilbedt Sol Invictus ("Den ubesejrede Sol"), kristendommen til sig i 311, og under korset og bannere, der proklarede: "In hoc signo vinces!" (latin: "I dette tegn skal du sejre!") vandt han efter flere slag den absolutte titel som kejser. Derefter ikke bare lovliggjorde han kristendommen, men gav den tillige flere statslige privilegier.
Tesen om, at Konstantin blev kristen allerede i 311, bliver dog anfægtet af flere historikere, eftersom Konstantin først blev døbt på sit dødsleje, og fordi Mithrakulten og Sol Invictus-kulten stadig nød statslige privilegier. Meget tyder på, at Konstantin beholdt sin titel som ypperstepræst for Sol Invictus-kulten til sin død.
Kejser Julian den Frafaldne (361-363) fratog i år 361 kirken dens privilegier og prøvede forgæves at genskabe tidligere tiders religiøse strukturer, dog uden at skride til direkte forfølgelse af de kristne. Han blev skuffet over befolkningens ligegyldighed over for selv de vigtigste hedenske monumenter og helligdomme, og hans efterfølgere i Kejserembedet gik tilbage til kristendommen. Hermed var de romerske forfølgelser af kristne endegyldigt til ende, og i 394 blev kristendommen under kejser Theodosius den Store den eneste tilladte religion i hele Romerriget.

### Spredning
|  |  |  |  |

I begyndelsen spredtes kristendommen inden for det romerske imperium, godt hjulpet på vej af pax romana. Ved Konstantin den Stores tiltræden som kejser var omtrent en tredjedel af det romerske imperium kristnet. Et århundrede senere var langt størstedelen kristnet. Samtidig kristnedes de germanske stammer mod nord (med den arianske retning), først goterne, dernæst burgunderne, sveberne, vandalerne, langobarderne og frankerne. I 432 blev det keltiske Irland kristnet.
Syd for Romerrigets grænser var Etiopien allerede blevet delvist kristnet i det 1. århundrede. I det 4. århundrede blev kristendommen gjort til officiel religion i Etiopien efter en missionsvirksomhed af den fønikiske missionær Sankt Frumentius. Den nestorianske kristne retning arbejdede sig østpå med stor ildhu. Først i det persiske rige, så i Tibet, så i Kina (omkring 635), i Mongoliet (700-800), i Korea samt i Indien, hvor de thomaskristne allerede havde været siden det 1. århundrede. I det 6. århundrede blev anglerne og sakserne i England kristnet. De russiske slaver blev kristnet mellem det 12. århundrede og det 15. århundrede.
Almindeligvis regnes den frankiske munk Ansgar ("Nordens apostel") for at være den første kristne missionær i Danmark. Han kom i 800-tallet. Dog var der en del missionærer før ham, bl.a. Willibrord. I 965 erklærede kong Harald Blåtand på Den Store Jellingsten, at han havde kristnet danerne.
Nogle af de sidste hedninge i Europa var de baltiske folk, som den danske konge og germanske riddere førte korstog mod og omvendte i 1200-tallet. Norge og Sverige var ligeledes blevet kristnet i 900-tallet og 1000-tallet. Omkring år 1000 blev både Island, nordboerne på Grønland og Færøerne kristnet. Derom handler færingesagaen. I 1700-tallet kristnede Hans Egede de grønlandske fangere, og på samme tid blev de sidste hedenske samer kristnet.

### Skismaer

#### Skismaer i Oldkirken
Fra begyndelsen af kristendommens historie var der stor uenighed om, hvordan det kristne budskab skulle fortolkes. Mange kirkehistoriske stridigheder opstod i tidens løb, hvoraf en stor del af dem førte til kirkesplittelser og nye kirkesamfund. Først var det særligt indflydelsen fra den jødiske og græske baggrund, der prøvede at øve indflydelse i kirken. Særligt de græske gnostiske retninger fik indflydelse i 100-tallet og 200-tallet. De blev dog med tiden nedkæmpet af kirken. For de kristne gnostikere var Jesus ikke inkarnationen af Gud, men nærmere en særlig vis mand, der endte sit liv ved at hans jordiske krop døde, mens hans sjæl steg op til Gud.
I den tidlige kirkehistorie var det særligt spørgsmålet angående treenighedstanken og spørgsmålet om Jesu to naturer (Jesus som sand Gud og sand menneske), der var til debat og skabte splittelser. Striden blev særlig alvorligt med den arianske strid. En præst ved navn Arius (ca. 250 – 336) mente, at Gud havde skabt Jesus Kristus ud fra ingenting som sin første og største skabning. Efter at Gud havde skabt Jesus, skabte han verden og alle skabningerne i den. Men eftersom Jesus ifølge Arius var en skabning, der var forskellig fra og dermed underlegen Gud, så frasagde Arius sig det centrale dogme om treenigheden, ifølge hvilket Faderen, og Sønnen (og Helligånden) er ét og det samme væsen. Kirken afviste Arius' lære ved flere kirkemøder, men i mange århundreder måtte Kirken kæmpe mod denne opfattelse, før den ikke længere var en trussel for kirken.
En modsat opfattelse af Arius´ var den monofysitiske opfattelse: at Jesus kun havde én natur (gr.: mono fysis: enkelt natur), nemlig den guddommelige.
Efter at havde diskuteret treenigheden og Jesu guddom kom et andet spørgsmål frem: Hvor stor en del af Jesus var Gud og hvor stor del af ham var menneske. Kirkens konklusion blev, at Jesus var sandt (100%) menneske og sand (100%) gud i én person, mens andre retninger, såsom nestorianismen, mente, at Jesus havde en menneskelig og en guddommelig person i sig. Denne opfattelse blev afvist, og læren om Kristi to naturer - den guddommelige og den menneskelige - blev vedtaget på det økumeniske konciler (verdensomspændende kirkemøde) i Kalkedon i 451.

#### Skismaet i 1054
Et stort skisma kom i 1054, da den katolske kirke og den ortodokse kirke definitivt brød med hinanden. Bruddet skyldtes i høj grad det store kulturelle skel, der var kommet mellem den østlige og den vestlige kirke. De officielle grunde til bruddet var dog nogle bestemte teologiske stridigheder.
For det første var der om forståelsen af pavens overherredømme. De østlige kirker mente ikke, at paven havde forrang over de økumeniske konciler og over de østlige kirkers patriarker. De vestlige kirker hævdede derimod pavens forrang. Desuden var der også strid om filioque-spørgsmålet og om spørgsmålet om cølibat. De vestlige kirker fastholdt cølibatet for præster (både i klostre og i sogne), mens de østlige sognepræster kunne være gift. Denne forskel findes stadig i dag.

#### Reformationen
Ved reformationen i 1500-tallet blev den vestlige kirke delt i den katolske kirke og den protestantiske kirke. Baggrunden for delingen var den lutherske reformation, som begyndte i 1517, da Martin Luther offentliggjorde sine 95 teser om afladen.
Anledningen til den lutherske reformation var en stor utilfredshed med det udbredte salg af afladsbreve. At man kunne købe tilgivelse for penge var for Luther en grotesk form for gerningsretfærdighed. Dog var også korruption og nepotisme i kirken, samt fordrukne og løsslupne paver med til at bane vejen for reformationen. Snart udviklede reformationen til et åbent opgør med pavens og den katolske kirkes autoritet. Opgøret endte i en direkte splittelse mellem den protestantiske kirke og den katolske kirke.
Reformatorernes ønske var at vende tilbage til Skriften (Bibelen) som det eneste grundlag for kirkens lære og at forkynde frelsen af tro alene, uden lovgerninger. Luther sagde: "Gode gerninger gør aldrig et godt menneske, men et godt [dvs. troende] menneske gør gode gerninger." 

En mængde forskellige protestantiske retninger kom i kølvandet på reformatorernes brud med den katolske kirke. Mange af disse var af tvivlsom art, blandt andet dommedagsprofeter, som spredte budskabet om verdens snarlige ende. Luther havde intet tilovers for disse retninger, og han gjorde ofte fælles front med den katolske kirke i bekæmpelsen af dem. En af disse retninger var døberbevægelsen (de såkaldte gendøbere (anabaptister), som gik ind for voksendåb). Luther foragtede gendøberne, og de blev forfulgt. Mange udvandrede i 1700- og 1800-tallet til Nordamerika. Bevægelsen er i dag delt i mennonitter, amish og hutteritter.

## Kristendommens udbredelse i dag
Antallet af mennesker, der er tilknyttet den kristne religion, var i 2025 over 2,3 milliarder tilhængere, der udgør omkring 28,8 % af verdens befolkning. Kristendommen er i dag udbredt i de fleste lande i verden.
Kristendommens vækst sker næsten udelukkende i den tredje verden, hvorimod den går tilbage i dele af den vestlige verden. Generelt er det de konservative og de karismatiske dele af kristendommen, der har den største vækst. F.eks. er væksten blandt evangelikale på 4,7% og hos pinsekirken, som per definition også er evangelikal, på 4,5%. Karismatiske grupperinger, som findes blandt alle former for kirkesamfund vokser med 3,9%.

## Kirkesamfund i dag
Kristendom kan overordnet set opdeles i en række undergrupper, hvoraf de største er:
NB: Disse tal skal tages med største forsigtighed, da det er endog meget svært at lave statistik på sådanne ting og da visse kategorier, f.eks. her "protestantisme" er svære at definere koncist.
- Den romersk-katolske kirke (ca. 1,1 milliard)
- Den protestantiske kirke (ca. 590 millioner)
- Den ortodokse kirke, herunder den græsk-ortodokse og den russisk-ortodokse kirke (ca. 240 millioner)
- Uafhængige kirker (ca. 300 mio)
- Den anglikanske kirke (ca. 73 millioner)
  - Lutheranisme (ca. 64 mio.)
  - Reformerte (ca. 80 mio.) [40]
  - Anabaptisme (ca. 1.6 mio) [41]
  - Pinsekirken (ca. 115 mio)
  - Baptisterne (ca. 100 mio)

Andre gamle kristne kirkesamfund:
- Den etiopisk-ortodokse kirke (ca. 22 millioner)
- Den koptiske kirke (ca. 10 millioner (usikkert))
- Den armenske kirke (ca. 4 millioner)
- Den syrisk-ortodokse kirke (ca. 4 millioner)
- Østens Assyriske Kirke (ca. 500 tusinde)

Religiøse grupperinger, der i egen selvforståelse er kristne, men som ofte ikke regnes for at være sådanne:
- Jesu Kristi Kirke af Sidste Dages Hellige (ca. 12,5 millioner), også uofficielt kaldt mormoner eller Sidste Dages Hellige
- Jehovas Vidner (ca. 7 millioner)

I Danmark tilhører hovedparten af befolkningen folkekirken, som er en luthersk ("evangelisk-luthersk") - og dermed en protestantisk - kirke. Derudover er der mellem 50 og 80 andre kristne trossamfund, hvoraf 10 er statsligt "anerkendte" trossamfund, der kan føre kirkebøger (ministerialbøger) ligesom i folkekirken. De kan med samme gyldighed som folkekirken udstede attester fra kirkebøgerne. Andre kristne (og ikke-kristne trossamfund), der er "godkendte" (men ikke "anerkendte") kan med fuld juridisk gyldighed foretage vielser. Disse anerkendte trossamfund er:
- Den romersk-katolske Kirke
- Den reformerte menighed i Fredericia
- Den fransk-reformerte menighed i København
- Den tysk-reformerte menighed i København
- Det metodistiske trossamfund
- Baptistkirken i Danmark
- Den ortodokse russiske kirkes menighed i København
- Den norske menighed ved Kong Haakon kirken i København
- Svenska Gustafsförsamlingen i København
- Den til St. Alban's English Church i København hørende menighed

### Andre sider
- Kristne trosretninger
- Folkekirken
- De 10 kristne bud
- Østens Assyriske Kirke
- Spiritualitet
- Christadelphians
- Kristenforfølgelse
- Kristendom i Iran
- Tidslinje for kristendommen